# ياسر عامر
ياسر عامر سعد العامر (15 مايو 1980) لاعب كرة قدم بحريني لعب لصالح نادي مدينة عيسى ، نادي الرفاع الشرقي، نادي الرفاع، نادي البحرين، الدرجة الأولى البسيتين البحريني في مركز الجناح الأيمن من 1998 كما يجيد اللعب في مراكز الوسط الأيمن والوسط المهاجم والجناح الأيسر.

## الإنجازات
- الدرجة الأولى (1): 2013
- كأس الاتحاد البحريني (1): 2003